# MASKED RIDER LIVE&SHOW 〜十年祭〜
『MASKED RIDER LIVE&SHOW 〜十年祭〜』（マスクド ライダー ライブ アンド ショー じゅうねんさい）は、2009年6月28日・6月29日に東京国際フォーラムで開催された、「仮面ライダーシリーズ」のライブイベント・ミュージカル公演。

## 概要
「平成仮面ライダー10周年プロジェクト」の一環として企画されたライブイベント。
仮面ライダーシリーズとしては史上初となるミュージカルのほか、キャストによるトークショー、シリーズの楽曲を手掛けたアーティストによるライブ、アクションショーなどが披露された。
2日目となる6月29日には、『ディケイド』の次回作『仮面ライダーW』のお披露目もなされた。
同年11月21日にDVDソフトとして発売された。

## ダンスバトルミュージカル
米村正二脚本のオリジナルストーリー。
登場人物
- 門矢 士（かどや つかさ） / 仮面ライダーディケイド - 演/声：井上正大[1]
- 海東 大樹（かいとう だいき） / 仮面ライダーディエンド - 演/声：戸谷公人[1]
- 光 夏海（ひかり なつみ） -  演：森カンナ[1]
- 小野寺 ユウスケ（おのでら ユウスケ） / 仮面ライダークウガ - 演/声：村井良大[1]
- キバーラ - 声：沢城みゆき
- 見習い戦闘員ウー / ガニコウモル / ライオトルーパー - 声：森久保祥太郎

| - 仮面ライダー1号 - 声：石川英郎 - 仮面ライダー2号 - 声：小山剛志 - 仮面ライダーV3 - ライダーマン - 仮面ライダーX - 仮面ライダーアマゾン - 仮面ライダーストロンガー - スカイライダー - 仮面ライダースーパー1 - 仮面ライダーZX - 仮面ライダーBLACK RX - 仮面ライダーアギト - 声：関智一 - 仮面ライダー龍騎 - 声：菅沼久義 - 仮面ライダーファイズ - 声：関智一 - 仮面ライダーブレイド - 声：前野智昭 - 仮面ライダー響鬼 - 仮面ライダーカブト - 声：菅沼久義 - 仮面ライダーキバ - 声：杉田智和 | - 地獄大使 - 声：中尾隆聖 - シオマネキング - 声：小山剛志 - 毒トカゲ男 - ザンジオー - ジャガーマン - ショッカー（大ショッカー）戦闘員 - 声：前野智昭 - 仮面ライダー電王 - 声：関俊彦（ソードフォーム）、てらそままさき（アックスフォーム） - 仮面ライダー王蛇 - 声：萩野崇 - 仮面ライダーキックホッパー - 声：徳山秀典 - 仮面ライダーパンチホッパー - 声：内山眞人 - 仮面ライダーイクサ バーストモード - 声：加藤慶祐 - 仮面ライダーG3 - 仮面ライダーゾルダ - 仮面ライダーカイザ - 仮面ライダーギャレン - 仮面ライダー威吹鬼 - 仮面ライダーガタック |

挿入歌
1. Opening Act
2. 最悪だ！大ショッカー（歌：戦闘員ウー、地獄大使、大ショッカー戦闘員、シオマネキング）
3. 仮面ライダーヒーローズ（歌：仮面ライダーカブト、仮面ライダーキバ、仮面ライダーファイズ、仮面ライダークウガ）
4. おちこぼれの歌（歌：仮面ライダークウガ、戦闘員ウー）
5. ライダープリズン（歌：仮面ライダーキックホッパー、仮面ライダーパンチホッパー、仮面ライダー王蛇、仮面ライダー電王〈ソードフォーム〉）
6. 星をつかまえて（歌：仮面ライダークウガ、戦闘員ウー、仮面ライダーキックホッパー、仮面ライダーパンチホッパー、仮面ライダー王蛇、仮面ライダー電王〈ソードフォーム〉）
7. 最高のお宝（歌：仮面ライダーディエンド/コーラス：キバーラ）
8. 改造だ！大ショッカー（歌：地獄大使、大ショッカー戦闘員、シオマネキング）
9. 仮面ライダーヒーローズ Battle Ver.（仮面ライダーカブト、仮面ライダーキバ、仮面ライダーファイズ、仮面ライダークウガ、仮面ライダー1号、仮面ライダー2号）
10. NO.1ヒーローズ（歌：仮面ライダー全員）
11. サンキュー！（歌：出演者全員）

スタッフ
- 脚本：米村正二
- オリジナル楽曲作詞：藤林聖子
- オリジナル楽曲作曲：中川幸太郎
- 演出：源馬均
- 振付：彩木エリ
- 振付師：足立夏海、藤田可奈子
- 総合舞台監督：杉山茂
- 舞台監督：戸田司
- 音響：小島仁
- 照明：梅田健一
- ミュージカル音楽制作：田中統英
- ミュージカル音源制作：滝川 毅
- 特殊効果：田口秀夫
- ビジュアル効果：雑賀明也

## トークショー (6/28)
出演
- 井上正大
- 村井良大
- 森カンナ
- 戸谷公人
- 関俊彦
- 遊佐浩二
- てらそままさき
- 鈴村健一
- 萩野崇
- 小田井涼平
- 小山剛志
- 高岩成二
- 富永研司
- 伊藤慎
- おぐらとしひろ

## ライブ (6/29)
楽曲
1. 「少年よ」（『仮面ライダー響鬼』ED） / 歌：布施明
2. 「仮面ライダークウガ!」（『仮面ライダークウガ』OP） / 歌：田中雅之
3. 「仮面ライダーAGITO」（『仮面ライダーアギト』OP） / 歌：石原慎一
4. 「FULL FORCE」（『仮面ライダーカブト』挿入歌） / 歌：Ricky
5. 「NEXT LEVEL」（『仮面ライダーカブト』OP） / 歌：Ricky
6. 「果てしない炎の中へ」（『仮面ライダー龍騎』挿入歌） / 歌：寺田恵子
7. 「Justiφ's」（『仮面ライダー555』OP） / 歌：m.c.A.T
8. 「The people with no name」（『仮面ライダー555』ED） / 歌：m.c.A.T
9. 「Alive A Life」（『仮面ライダー龍騎』OP） / 歌：松本梨香
10. 「ELEMENTS」（『仮面ライダー剣』OP） / 歌：Ricky
11. 「Break the Chain」（『仮面ライダーキバ』OP） / 越川歩（Violin）&RIDER CHIPS（野村義男(G)・寺沢功一(B)・宮脇"JOE"知史(Dr)・Ricky(vo)）
12. 「電王メドレー（Climax Jump DEN-LINER form〜Double-Action CLIMAX form」 / 歌：モモタロス・ウラタロス・キンタロス・リュウタロス（関俊彦、遊佐浩二、てらそままさき、鈴村健一）
13. 「Ride the Wind」（『仮面ライダーディケイド』ED） / 歌：井上正大

出演
上記の歌手以外の出演者
- 渡部チェル(support Keyboard)